# Gà vảy cá
Gà vảy cá hay gà Sebright là một giống gà có nguồn gốc từ nước Anh và được nuôi để làm gà kiểng. Chúng ra đời bắt nguồn vào thế kỷ XIX và hình thành nhờ công lao của Sir John Saunders Sebright. Đây là một giống cả cảnh thanh lịch với bộ lông đặc biệt có hình như những cái vảy cá.

## Lịch sử giống

### Ra đời
Vào khoảng 1800, Sir John Sebright bắt đầu lai tạo giống gà vảy cá. Việc lai tạo được thực hiện giữa một số giống gà tre phổ biến với giống gà Ba Lan (Polish fowl). Chúng được lai tạo cho đến khi đạt được kích thước và đặc điểm mong muốn. Sir John phát hiện thấy một con gà tre mã lại (feathering) khi ông ta đi du lịch trong nước. Con gà trống mã lại này được lai với giống gà tre mới của ông do đó mà con cháu đời sau được thừa hưởng gien mã lại. Sir John kiếm được một con gà tre mái màu da bò (buff) ở Norwich, nó rất nhỏ với chân màu xám. Trong chuyến đó ông cũng mua được một con gà trống màu điều không có lông phụng với lông mã như gà mái ở Watford, và một con gà mái nhỏ tương tự như một con gà Hamburg vàng. Sau đó ông kiếm được một con gà trống nhạn từ Vườn Bách Thảo mà nhờ đó ông tạo ra biến thể trắng. Chúng được gọi là gà tre công (pheasant bantam).
Sir John cũng thành lập một câu lạc bộ để thúc đẩy việc cải thiện giống gà của mình. Sebright Bantam Club được thành lập từ cách nay 40 năm bởi Sir John S. Sebright và nhiều nhà chơi gà kiểng khác, những người đã nỗ lực hết mình để ghép bộ lông của giống gà Ba Lan lên giống gà tre càng nhỏ càng tốt. Sir John, Stevens, Hollingworth, Garle và những người khác bắt đầu công trình của mình bằng việc tuyển chọn những con gà Ba Lan tốt nhất và lai xa một cách cẩn trọng với gà tre, để dần đạt được mục tiêu của mình. Họ phải tuyển chọn những đặc điểm tốt nhất, loại bỏ lông bờm và lông đuôi dài, và giảm kích thước, duy trì hết sức có thể hình dáng thực sự khác biệt của giống gà. Điều này gần như đã thành công, nhưng thỉnh thoảng vẫn phải lai xa với gà tre đen, rồi liên tục lai cận huyết để dòng gà ổn định.
Mặc dù người ta thường cho rằng John S. Sebright, cựu thành viên hội đồng hạt Herfordshire, Anh là ông tổ của gà vảy cá, và rằng nhờ quá trình lai tạo lâu dài và cẩn trọng hàng loạt giống gà tre phổ biến cùng với một số kỹ năng bí mật, đã tạo ra một giống gà hoàn toàn mới và khác biệt. Sir John không bao giờ công bố ông tạo ra gà vảy cá khi nào cũng như ông có phải là ông tổ hay không. Các văn bản chỉ lưu ý rằng vào thời mà giống gà xuất hiện, không có tuyên bố nào cho thấy Sir John là ông tổ của giống gà, mà ngược lại trong một văn bản xuất hiện ngay sau khi gà vảy cá ra đời, tác giả nói rằng giống gà đã hình thành, và Sir John là một trong số những tay chơi chủ chốt của giống gà này, dẫn đến kết luận rằng chúng bắt nguồn từ phương đông và có lẽ được Sir John nhập về và phổ biến một cách rất thành công.

### Chuẩn hóa

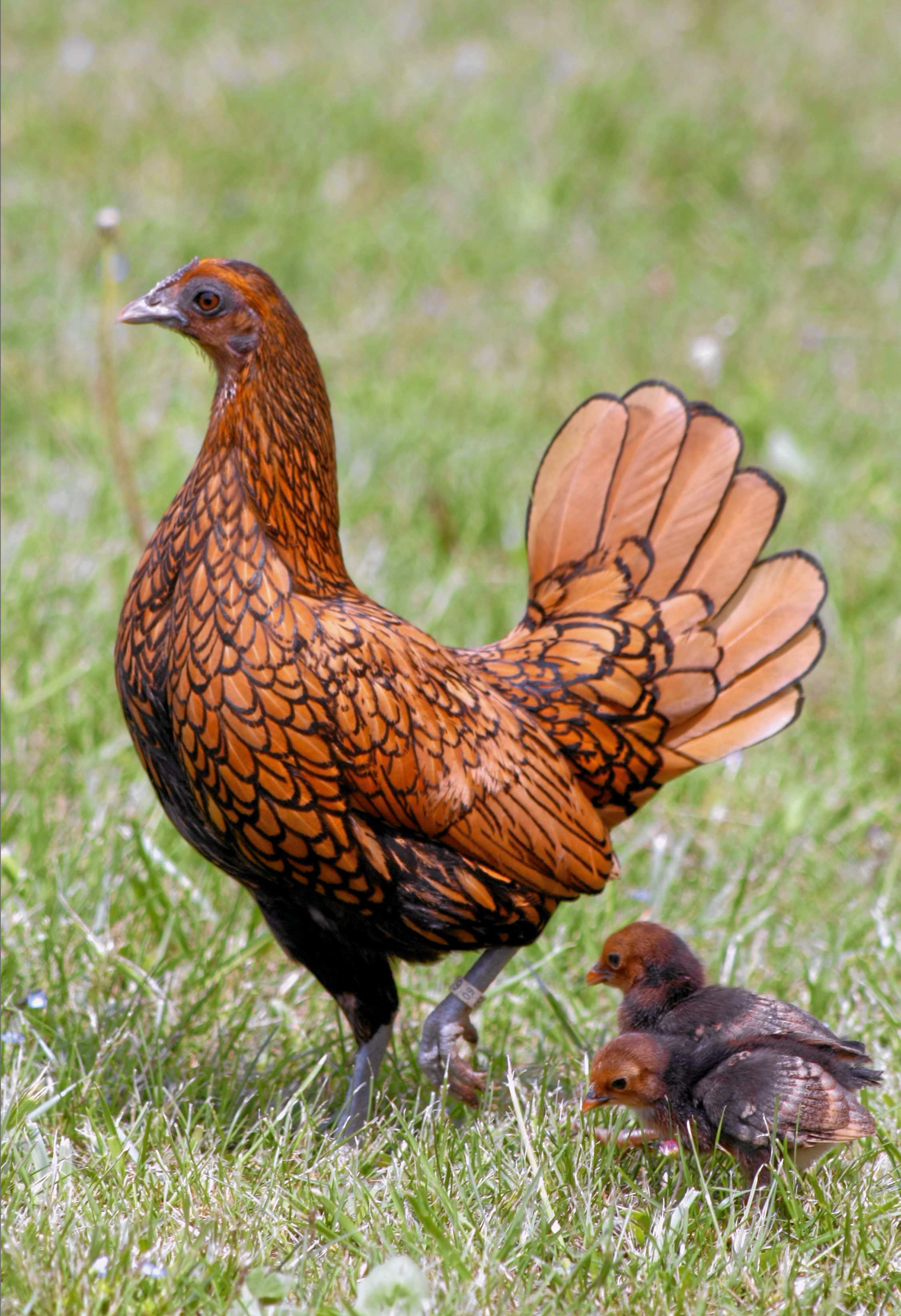
Một con gà vảy cá nâu

Vào thời đó, gà vảy cá rất nhỏ, trọng lượng được giới hạn khoảng từ 850 đến 900 gram một cặp. Năm 1874, người ta mô tả chúng như là gà "Laced Sebright" vàng và trắng. Biến thể vàng phải có màu vàng kim đậm và biến thể trắng màu trắng tinh. Dái tai được gọi là tai điếc và màu trắng. Da đầu được mô tả có màu đỏ, đương nhiên dính dáng đến mồng trong mô tả kế đó về lông đầu. Lông cánh gà trống được mô tả chóp rất xệ, gần như chạm đất. Gà trống trên 740 gram, gà mái trên 620 gram sẽ bị loại, không thấy quy định trọng lượng trống và mái non, không thấy quy định màu của mồng. Gà trống trên 790 gram, gà mái trên 680 gram sẽ không đạt tiêu chuẩn.
Vào năm 1879, trọng lượng chuẩn được xác định gà trống 740 gram, gà mái 680 gram, gà mái tơ 620 gram. Năm 1883, tích được mô tả đỏ tươi. Cánh gà trống được mô tả cánh xệ, nhưng không chạm đất. Trọng lượng điều chỉnh thành gà trống 740 gram, gà mái 620 gram, gà trống tơ 620 gram, gà mái tơ 570 gram. Một giống phân làm hai biến thể, vàng và trắng. Lần đầu tiên, mô tả hình dáng và màu sắc được định nghĩa một cách riêng biệt. Vào năm 1893, dái tai chuyển từ màu trắng thành màu sắc không quan trọng đối với cả hai biến thể. Bộ lông màu vàng kim (gold) chuyển thành vàng (yellow). Màu sắc chung rất nhạt chủ yếu do số lượng lông giảm và viền lông rất nhuyễn.
Lần đầu tiên, đuôi gà trống và gà mái được mô tả phải đạt 70 độ so với đường ngang. Cá thể lố 100 gram so với trọng lượng chuẩn sẽ bị loại. Màu mắt của biến thể vàng chuyển từ sáng sang nâu, mặt và mồng của biến thể trắng chuyển từ đỏ tươi sang tím hanh đỏ. Năm 1915 mô tả dái tai của cả hai biến thể chuyển thành ưu tiên tím hanh đỏ. Biến thể vàng chuyển từ vàng (golden yellow) sang vàng thau (golden bay). Trong hình mới này, viền vảy dường như hơi dày hơn so với minh họa trước đó. Năm 1920 dáng và lưng chuyển từ ngắn sang rất ngắn.
Vào năm 1965, tổ chức Tiêu chuẩn của Hội gà tre Mỹ (American Bantam Association) ra đời. Đây là lần đầu tiên, bản mô tả hoàn chỉnh về hai biến thể gà vảy cá xuất hiện, cả về hình dáng lẫn màu sắc. Lần đầu, mọi thuật ngữ đều được định nghĩa một cách rõ ràng. Nhiều thuật ngữ trước đây chưa hề xuất hiện trong bất kỳ bản tiêu chuẩn nào bao gồm tiêu chuẩn của Hiệp hội Gia cầm Mỹ, Anh, Hà Lan, Đức và Pháp. Hơn nữa, những thuật ngữ hoàn chỉnh được áp dụng cho cả những giống gà tre khác, không thuật ngữ ngoại lệ nào dành riêng cho gà vảy cá.

## Đặc điểm

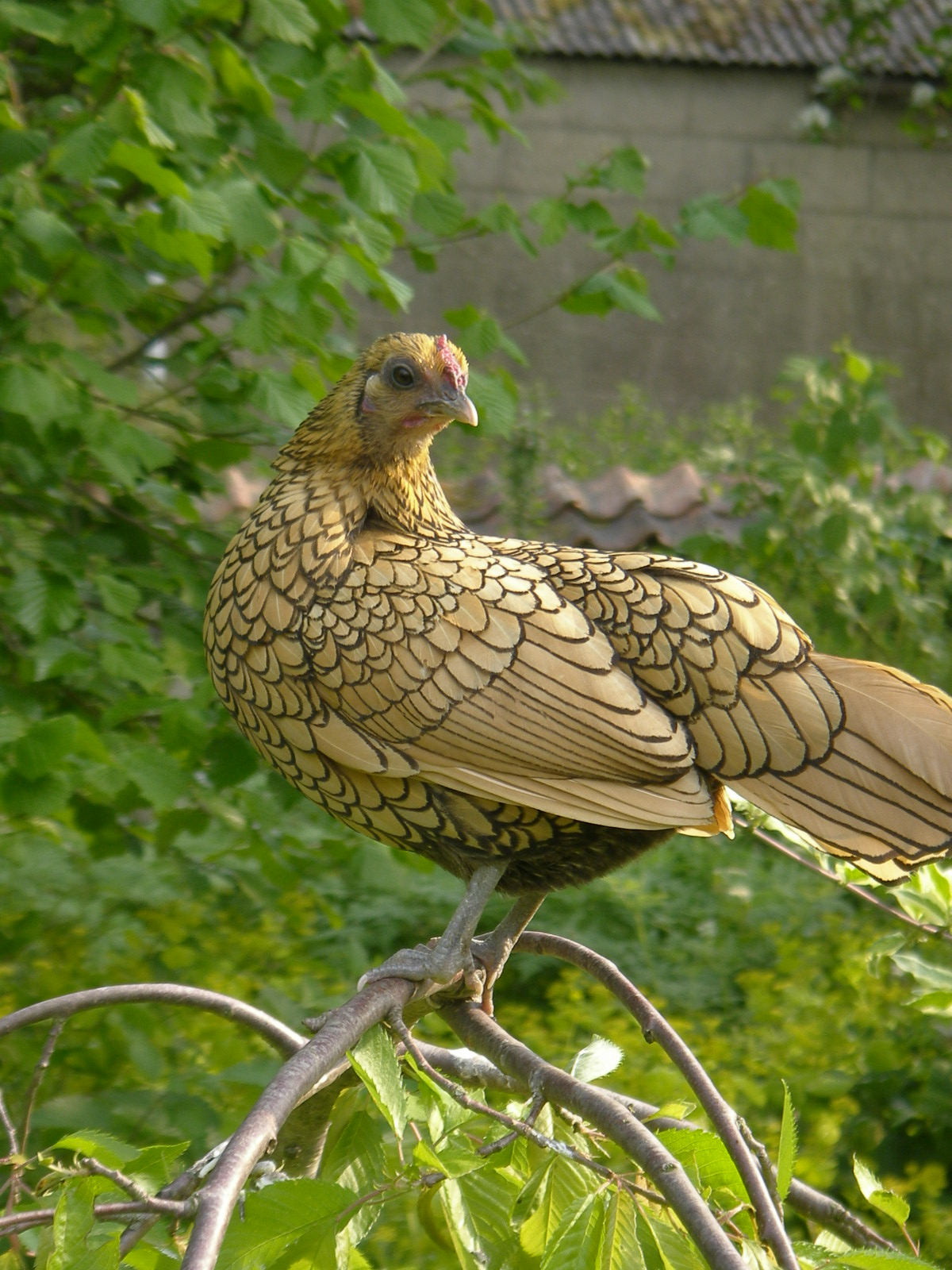
Một con gà mái đang đậu trên cành

Kích thước gà vảy cá rất nhỏ, gà vảy cá là giống gà tre thực thụ (true bantam). Kích thước nhỏ cũng giúp việc ôm gà rất dễ dàng. Gà tạo ấn tượng trước hình dáng nổi bật, nhí nhảnh và bộ lông khác biệt của gà vảy cá. Gà lớn hơn luôn trông có vẻ lưng quá dài khiến thân hình như quả thủy lôi, không như độ cong. Gà đẹp quan trọng nhất là dáng chuẩn (type). Gà vảy cá có lẽ hơn các giống gà tre khác ở điểm dáng chuẩn là dáng chữ S, khi nhìn vào ngực, cổ và đầu, có thể có gà tre lông "vảy cá" nhưng một khi không có dáng chữ S thì chúng chưa thể là gà vảy cá (Sebright) được. Về vùng đầu gồm bộ mặt màu dâu tằm ở gà mái, với mắt và mồng màu tối sẫm. Ở gà trống, màu mắt cũng quan trọng. Mắt màu sẫm với mồng sẫm hơn. Mồng đỏ tươi là không đạt. Tất cả gà mái đều có mồng trà màu dâu tằm hay tím sẫm, hầu hết gà trống tốt đều có mồng phớt màu dâu tằm và viền mắt sẫm (dark eye cere).
Kiểu lông ngắn và rộng, chóp lông tròn và không nhọn, viền vảy cá sạch, đẹp hơn là lem nhem. Có hai biến thể màu được công nhận ở Bắc Mỹ, màu vàng (golden) và màu trắng (silver). Màu vàng thường phải đậm và đều, trong khi màu trắng phải thực sự trắng. Gà vảy cá nổi tiếng bởi chất lượng của vảy cá tức viền lông. Mỗi sợi lông đều có viền đen, khiến cho màu nền trông sáng và nổi bật hơn. Gà vảy cá trống có lông mã lại (hen feathering) lông mã và lông đuôi tương tự như gà mái và không hề có lông phụng vốn là đặc điểm nhận dạng ở gà trống nói chung.
Trong những cuộc thi gà thì có yêu cầu gà trống dưới 620 gram, gà mái dưới 510 gram. Gà trống không được có lông bờm dài, không có lông mã (mã lại), không có lông phụng, chúng phải có mồng trà, lưng ngắn, đầu và đuôi cao gần như nhau, màu nền, gồm màu vàng (gold) và trắng (silver) phải sạch và mỗi lông đều phải có viền vảy cá màu đen tuyền (không được có bông, đốm). Lông đuôi cũng phải có viền (tuy rất hiếm) và các viền ở cánh phải đen và rõ. Gà mái cũng phải có đặc điểm tương tự. Một bầy gà vảy cá cần rất ít thức ăn so các giống gà khác, trong trường hợp gà được thả rông trong sân, vườn hoặc ngoài đồng, gà vảy cá bới tìm thức ăn trong sân vườn. Là giống gà tuyệt vời để nuôi kiểng, trẻ em có thể chơi với chúng và một khi gà càng được chơi nhiều thì chúng càng dạn người.